# Színjátszó dánió
A színjátszó dánió (Danio albolineatus, régebben Brachydanio albolineatus) egy trópusi halféle, amely a pontyfélék közé tartozik.

## Előfordulása
Eredetileg Szumátráról és Hátsó-Indiából származik, átlátszó, tiszta vízű folyókban és folyamokban él.  Közkedvelt akváriumi hal lett belőle.

## Megjelenése
Testhossza 6 centiméter. Az oldalak ráeső fényben kékeslilán irizálók. A háta mélykék, a hasa kékes ezüst. A mellúszók magasságában hátrafelé szélesedő, narancsvörös csík húzódik, amelyet kékeszöld szegély díszít. A farokúszó közepe cseresznyepiros. A többi úszó pirosas. A nőstény teltebb és egy kissé halványabb színű. A hím karcsú, színei élénkebbek, 5-5,5 cm-nél nem nőnek nagyobbra.

## Életmódja
Szeretik a világos medencét. Mindenevők. A víz hőmérsékletét tartsuk 22-24 °C-on.

## Szaporodása
Egy nőstényhez két hímet kell rakni a szaporodás érdekében. 400-500 ivadékot rak le.

## Lásd továbbá
- Édesvízi akváriumi halak listája

## Külső hivatkozások
- ITIS szerinti rendszerbesorolása